# 道の駅十和田湖
道の駅十和田湖 （みちのえき とわだこ）は、秋田県鹿角郡小坂町にある国道454号の道の駅。愛称はひめますの郷・和井内（ひめますのさと わいない）。

## 概要
秋田県内で34か所目、小坂町の道の駅としては道の駅こさか七滝以来2か所目の道の駅。十和田湖の南側湖畔、国道103号と国道454号が交わる和井内交差点付近に位置する。また、国立公園である十和田湖畔への秋田県側からの入口に当たる地に位置しており、秋田・青森両県の十和田観光の拠点施設として整備された。
十和田湖観光振興センターのほか、町の特産であるヒメマスを紹介するスペースや、隣接する緑地公園、湖畔を眺望できる屋外テラスなどが特徴。
敷地面積は18,100 m2。建物本体は木造平屋建てで、床面積約753 m2。2020年（令和2年）に建設工事に着工し、2021年（令和3年）3月竣工。当初の開駅は、2023年（令和5年）10月を予定していたが、町が特別名勝などに指定された十和田湖畔での工事の際に必要な文化庁への申請を行っていなかったため駐車場工事に遅れが生じ、2024年（令和6年）に延期された。その後、文化庁への許可申請が済まされ、工事が進められた。
道の駅前には「十和田湖畔に和井内貞行の銅像を建てる会」が制作した和井内貞行とカツ夫人の銅像が建立され、2024年9月21日にお清め式が行われた。和井内貞行は秋田県十和田湖開発の先駆者であり、十和田湖開発の父と称される。
一度は延期になったものの、その後は予定通りに2024年10月12日に開駅した。

## 歴史
町では観光施策の重点プロジェクトとして「十和田湖観光の振興」に取り組んでおり、その中の「十和田湖和井内エリア整備事業」において道の駅への登録を目指した観光拠点施設の整備を行うことになった。
- 2020年（令和2年） - 着工[10]。
- 2021年（令和3年）3月 - 建物本体が竣工[7]。
- 2024年（令和6年）
  - 2月16日 - 国土交通省より道の駅第60回登録において、「道の駅十和田湖」として登録[1][7][6]。
  - 3月24日 - 小坂町指定管理者選定委員会を開催し、十和田湖観光振興センターの指定管理者を3社の応募の中から鹿印合同会社を選定[4]。
  - 4月5日 - 愛称が「ひめますの郷・和井内」に決定[4]。
  - 10月10日 - 竣工式、和井内・妻カツ銅像の除幕式を挙行[14]。
  - 10月12日 - 開駅[5]。

## 施設

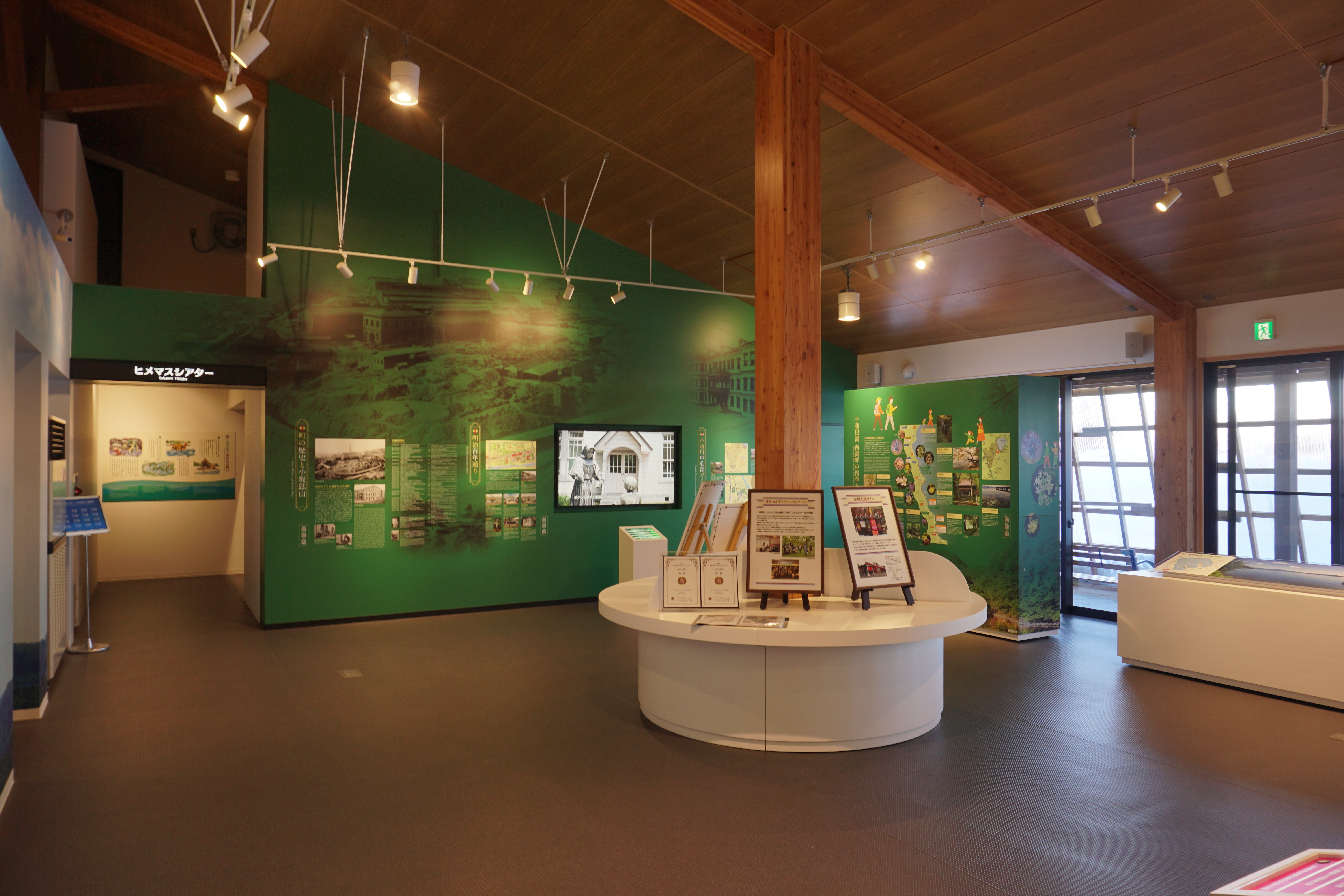
展示室

- 駐車場 87台
- トイレ 16器
- 情報提供・休憩施設
- 十和田湖観光振興センター
- ベビーコーナー
- 非常用電源
- 貯水槽
- 公衆無線LAN
- 物販施設
- 飲食施設
- 展示室
- シャワー室
- 屋外テラス
- 緑地公園
- EV充電施設

## アクセス
- 国道454号 - 登録路線